# Calcio Leffe 1997-1998
Questa voce raccoglie le informazioni riguardanti il Calcio Leffe nelle competizioni ufficiali della stagione 1997-1998, che è stata l'ultima stagione del Leffe nella sua storia, dal momento che nell'estate del 1998 ha avuto luogo una fusione con l'Albinese che ha dato origine all'AlbinoLeffe.

## Rosa
| N. |                   | Ruolo | Calciatore          |
| -- | ----------------- | ----- | ------------------- |
|    | Italia (bandiera) | A     | Giovanni Abate      |
|    | Italia (bandiera) | C     | Carlo Ballotta (I)  |
|    | Italia (bandiera) | A     | Paolo Bernardi      |
|    | Italia (bandiera) | A     | Raffaele Biancolino |
|    | Italia (bandiera) | C     | Andrea Bottazzi     |
|    | Italia (bandiera) |       | Cavati              |
|    | Italia (bandiera) | C     | Giovanni Cefis      |
|    | Italia (bandiera) | C     | William Cilli       |
|    | Italia (bandiera) | D     | Luciano Civero      |
|    | Italia (bandiera) | A     | Corrado Cortesi     |
|    | Italia (bandiera) | P     | Silvio Cortinovis   |
|    | Italia (bandiera) | A     | Giovanni Di Sabato  |

| N. |                   | Ruolo | Calciatore           |
| -- | ----------------- | ----- | -------------------- |
|    | Italia (bandiera) | C     | Andrea Fadigati      |
|    | Italia (bandiera) | C     | Matteo Fattori       |
|    | Italia (bandiera) | A     | Vincenzo Garofalo    |
|    | Italia (bandiera) | D     | Andrea Gorrini       |
|    | Italia (bandiera) | A     | Leonardo Gritti      |
|    | Italia (bandiera) | D     | Alberto Gruttadauria |
|    | Italia (bandiera) | C     | Stefano Lecchi       |
|    | Italia (bandiera) | D     | Alessandro Lucarelli |
|    | Italia (bandiera) | C     | Giuseppe Marchesi    |
|    | Italia (bandiera) | C     | Giacomo Mignani      |
|    | Italia (bandiera) | C     | Gianluigi Rocchi     |
|    | Italia (bandiera) | C     | Gian Bortolo Schiavi |